# Achterwehr
Achterwehr er en kommune og en by i det nordlige Tyskland, beliggende under Kreis Rendsborg-Egernførde i delstaten Slesvig-Holsten.
Achterwehr er beliggende 12 km vest for Kiel og omkring 5 km syd for Kielerkanalen og floden Ejderen. Autobahn 210 fra Kiel til Rendsborg passerer nord om Achterwehr,
Achterwehr er sæde for Amt Achterwehr.